# Садык
Садык (рум. Sadîc) — село в Кантемирском районе Молдавии. Является административным центром коммуны Садык, включающей также село Тараклия.

## География
Село расположено на высоте 58 метров над уровнем моря.Через село протекает река Ялпужель, правый приток реки Ялпуг. Речной сток регулируется водохранилищем (озером) Садык, которое расположено по течению реки выше населённого пункта.

## История
В 2011 году некоторые жители выразили желание вместо нынешнего Кантемирского района войти в состав АТО Гагаузия.

## Население
По данным переписи населения 2004 года, в селе Садык проживает 2730 человек (1309 мужчин, 1421 женщина).
Этнический состав села:
| Национальность | Число жителей | Процентный состав |
| -------------- | ------------- | ----------------- |
| молдаване      | 2079          | 76.15             |
| гагаузы        | 30            | 1.1               |
| русские        | 11            | 0.4               |
| болгары        | 10            | 0.37              |
| румыны         | 4             | 0.15              |
| украинцы       | 2             | 0.07              |
| прочие         | 1             | 0.04              |
| Всего          | 2730          | 100 %             |

## Известные уроженцы
- Сулак, Николай Васильевич (1936—2003) — молдавский певец, исполнитель народных песен.